# Drunken Master (1994)
Drunken Master (Originaltitel: chinesisch 醉拳II, Pinyin Zuìquán II, Jyutping Zoei3kyun4 II, kantonesisch Jui kuen II, englisch Drunken Master II, weitere Titel siehe unten) ist ein 1994 in Hongkong gedrehter Action- und Martial-Arts-Film mit Jackie Chan.
Der erste Teil der Drunken-Master-Reihe von 1978, internationaler Titel Drunken Master, wurde in Deutschland unter dem Titel Sie nannten ihn Knochenbrecher vermarktet. Der zweite Teil von 1994, internationaler Titel Drunken Master II, heißt in Deutschland Drunken Master.

## Handlung
Der Film spielt im China des frühen 20. Jahrhunderts. Wong Fei-hung ist zusammen mit seinem Vater Wong Kei-ying und dem Diener Tso nach einer Reise in den Nordosten auf dem Heimweg nach Kanton, als er auf Fu Wen-chi trifft, einen ehemaligen Spitzenkandidaten bei der Militärprüfung der Qing-Dynastie. Nach einem Schlagabtausch vertauschen Feihung und Wenchi versehentlich die Kisten, um die sie sich gestritten hatten. Wong erhält das kaiserliche Siegel, während Fu den Ginseng bekommt, den Wongs Vater Keiying für einen Kunden gekauft hatte. Was Feihung nicht weiß ist, dass das kaiserliche Siegel eines der zahlreichen chinesischen Artefakte ist, die der britische Konsul aus China nach Großbritannien schmuggeln will.
Zurück in Kanton gibt Feihung dem Kunden eine Wurzel aus dem Lieblingsbonsai seines Vaters, die er als Ginseng ausgibt. Feihungs Stiefmutter Ling verkompliziert die Dinge, als sie versucht, ihm zu helfen, indem sie ihm ihre Halskette leiht, damit er sich einen neuen Ginseng kaufen kann. Ihre Nachbarn glauben fälschlicherweise, dass die Wongs in finanziellen Schwierigkeiten stecken. In der Zwischenzeit schickt der britische Konsul seine Schergen aus, um Wong aufzuspüren und das kaiserliche Siegel zu beschlagnahmen. Es kommt zu einem Kampf zwischen Wong und den Schergen, als letztere versuchen, Ling eine Tasche zu entreißen, weil sie glauben, dass sie das Siegel enthält. Auf Veranlassung von Ling betrinkt sich Wong und verprügelt die Schergen mit betrunkenem Boxen, bis sein Vater auftaucht und ihn aufhält. Der ältere Wong ist wütend auf seinen Sohn, weil er die Familie in Verlegenheit bringt, indem er sich betrinkt und in der Öffentlichkeit kämpft. Zu allem Übel erkrankt der Kunde nach dem Verzehr des gefälschten Ginsengs und seine Frau informiert Keiying darüber. Nachdem er die Wahrheit hinter dem Ginseng und dem Bonsai erfahren hat, wird der ältere Wong so wütend, dass er seinen Sohn schlägt und aus dem Haus jagt.
Als Feihung versucht, seinen Kummer durch starken Alkoholkonsum zu ertränken, wird er von den Handlangern verprügelt und öffentlich gedemütigt, weil er zu betrunken ist, um sich zu wehren. Nachdem seine Familie ihn gerettet und nach Hause gebracht hat, schämt er sich zutiefst für sein betrunkenes Verhalten, und entschuldigt sich bei seinem Vater mit den Worten, dass er nie wieder trinken werde. In der Zwischenzeit besucht Fu Wenchi das Haus der Wongs und erzählt ihnen von der Schmuggelaktion des britischen Konsuls. Am nächsten Tag werden Fu Wenchi und Wong Feihung in einem Restaurant von der Axt-Bande, einer vom Konsul angeheuerten Schlägertruppe, überfallen. Fu wird tödlich angeschossen und das kaiserliche Siegel wird von den Männern des Konsuls entwendet. Bevor er stirbt, fleht Fu Wong und seine Freunde an, das Siegel zurückzuholen und den Konsul daran zu hindern, chinesische Artefakte zu stehlen.
Eines Nachts verkleiden sich Wong und sein Freund Tsang und brechen in das britische Konsulat ein. Sie werden gefangen genommen, überfallen und vom Konsul festgehalten. Dieser verlangt, dass Wongs Vater sein Land im Austausch für ihre Freilassung verkauft. Der ältere Wong stimmt widerwillig zu. Später entdecken Feihungs Freunde, dass der britische Konsul plant, die gestohlenen Artefakte in Kisten, die für Stahltransporte bestimmt sind, aus Kanton herauszuschmuggeln. Sie informieren Feihung und Tsang, die sich daraufhin den Arbeitern anschließen, die in der britischen Stahlfabrik gewaltsam gegen die Übergriffe des Konsuls protestieren. Aus Verzweiflung bricht er sein Versprechen und trinkt erneut, um John, den obersten Vollstrecker des Konsuls, mit einer betrunkenen Boxtechnik zu besiegen. Nach einem langen Kampf besiegen Wong und seine Freunde die Handlanger des Konsuls und machen dem Schmuggel ein Ende. Am Ende des Films überreicht ein chinesischer General den Wongs eine Gedenktafel, um sie für ihre Verdienste um das Land zu ehren, doch dann stellt er fest, dass Wong durch seinen Alkoholkonsum einen Hirnschaden erlitten hat.

## Kritik
„Die anfänglich parodistische Grundhaltung des Films schlägt bald um und wird von einer dumpf-brutalen Atmosphäre überlagert, wobei der ganze Film wie ein einziges Vehikel für Kung-Fu-Altmeister Jackie Chan wirkt.“

## Wissenswertes
- Während der Aufnahmen zum Endkampf im Stahlwerk erlitt Jackie Chan schwere Verbrennungen an der Kopfhaut.
- Der 20-minütige Endkampf findet zwischen Jackie Chan und Ken Lo statt, der seit 1986 Bodyguard von Jackie Chan ist.
- Jackie Chan verkrachte sich während der Dreharbeiten mit dem Regisseur Liu Chia-liang (auch Lau Kar-leung – 劉家良 – genannt). Daraufhin verließ dieser die Produktion, und Chan übernahm für den Rest des Filmes (fast die Hälfte) selbst die Regie.
- Jackie Chan (* 7. April 1954 in Hongkong) war beim Dreh fast 40 Jahre alt und spielt einen 20-jährigen Jugendlichen. Sein Vater wird von Ti Lung (* 3. August 1946 in Xinhui) gespielt, der nur knapp acht Jahre älter ist. Anita Mui (* 10. Oktober 1963 in Hongkong), im Film seine Stiefmutter, ist etwa 10 Jahre jünger als Chan.
- Der Film (englischer Titel Drunken Master II) ist auf der Liste der 100 besten Filme des Time-Magazin vertreten.[5]
- Jackie Chans Charakter war die Vorlage für die Figur des Lei Wulong aus der Tekken-Spielereihe, was man besonders am Kampfstil und an einigen Kampfanzügen der Spielfigur erkennen kann.
- Einer von Chans Gegner ist Ho-Sung Pak, der im ersten Mortal-Kombat-Videospiel den Part des Liu Kang und des Shang Tsung übernahm.

## Auszeichnungen
Hong Kong Film Award 1995: Nominiert in der Kategorie „Bester Schnitt“ (Peter Cheung). Gewinner in der Kategorie „Beste Action-Choreographie“ (Liu Chia-liang und Jackie Chan)